# Johannes Strolz
Johannes Strolz (* 12. září 1992, Bludenz) je rakouský alpský lyžař. Na olympijských hrách v Pekingu roku 2022 vyhrál kombinační závod a ve slalomu vybojoval stříbro. Zopakoval tak výsledek svého otce, rovněž alpského lyžaře, Huberta Strolze, který na hrách v Calgary roku 1988 rovněž získal zlato a stříbro. Ve světovém poháru jezdí od roku 2016, k únoru 2022 vyhrál jediný závod, což bylo zároveň jeho jediné umístění na stupních vítězů. Má též tři tituly rakouského mistra, dva z obřího slalomu (2017, 2019), jeden ze slalomu (2017).